# Napanee River
Napanee River är ett vattendrag i Kanada.   Det ligger i provinsen Ontario, i den sydöstra delen av landet, 170 km sydväst om huvudstaden Ottawa.
Omgivningarna runt Napanee River är en mosaik av jordbruksmark och naturlig växtlighet. Runt Napanee River är det glesbefolkat, med 13 invånare per kvadratkilometer.